# リーバ・ハウス
リーバ・ハウス（英語: Lever House）は、アメリカ合衆国ニューヨーク市マンハッタン区ミッドタウンのパーク・アヴェニュー390番地に建つ高層ビルである。アメリカ合衆国国家歴史登録財に指定されている。リーバ・ブラザーズ社（Lever Brothers、ユニリーバのアメリカ子会社）の本社ビルとして開設され、日本ではしばしば「レバーハウス」「レヴァー・ハウス」と誤称される。

## 概要
スキッドモア・オーウィングズ・アンド・メリル (SOM) の一員、ゴードン・バンシャフトが設計した、インターナショナルスタイルの精髄とも呼べる簡素なガラス箱のような摩天楼で、ニューヨーク市に建てられた最初のガラスカーテンウォール工法の建物である。全高は94mである。このビルは建設当時で既に近隣一帯で最も高い建物ではなかったにもかかわらず、雑誌『Architectural Forum』（1950年）が超高層ビルを意味する「スカイ・スクレイパー」という表現で評したため、そう認められるに至った。
1951年から1952年にかけて建設されたリーバ・ハウスは、その形状のみならず中庭や建物周囲のパブリックスペースの存在でも革新的であった。後に、パーク・アヴェニューに面した企業本社のビルの多くがこうした四角いガラス箱のような形状に追随したが、ビルとしてその滑らかなデザインに前例はなく、匹敵するものも存在しない。超高層ビルの質において、パークアヴェニューの向かいに建つシーグラム・ビルディング（ミース・ファン・デル・ローエ設計）はほぼ間違いなく同等といえるが、近くの他の超高層ビルはこの建物ほど独特の存在感を備えていない（他例はエミリー・ロス・アンド・サンズ事務所設計が占める）。
この建物は石鹸などを製造するイギリスの化学会社、リーバ・ブラザーズ社（Lever Brothers、ユニリーバのアメリカ子会社）の本社ビルであった。この国で長年にわたり使い続けた「リーバ・ブラザーズ」という名称は、1930年のマーガリン・ユニー社との合併前に定着していたもので、1990年代半ばに本社のユニリーバが社名を全世界でユニリーバに統一した機会に、アメリカでも本部機能のほとんどはニュージャージー州イングルウッド・クリフに移転した。1990年代後半にこのビルに残っていた一部の部門も、2004年に完全に退去した。

## 所在地
この建物はニューヨーク市マンハッタン地区の中心部にあり、パークアベニュー390番地は53丁目と54丁目の間の西側に沿っている。地番はL字型をしており、パークアベニュー側の間口が200フィート (61 m)、53丁目は奥行き155フィート (47 m)で54丁目側は奥行き192フィート (59 m)である。総敷地面積は34,844平方フィート (3,237.1 m2)。隣の建物は53丁目側の西隣はサンタンデール銀行、54番通り側は同じ街区にデュモン・ビル（英語版）とホテル・エリゼ（英語版）が並ぶ。東側正面の建物はシティグループの本拠399パーク・アベニュー（英語版）であり、そのパークアベニューと53丁目の交差点を挟んで東南側の斜め向かいにシーグラム・ビルディング、その南側に目を転じるとCBSスタジオ本社社屋、高層ビルのパークアベニュー・プラザ（英語版）と古風なラケット・アンド・テニス・クラブ（英語版）が連なる。53丁目を南へ歩いて1ブロック以内に、ニューヨーク市地下鉄の地下鉄クイーンズ53丁目系統5番街/53丁目駅ホームに続く昇降口がある。
19世紀初頭、近隣は地主のチャールズ・マクエヴァーズ Charles McEvers が営む農園であったところに、1870年代には4–5階建ての棟割り長屋形式の建物が立ち始めている。19世紀後半に至ると、パークアベニューの中心線に沿って切土してパークアベニュー幹線（ウィキデータ） を通す。一帯は20世紀初頭には「ターミナル駅前街区」（英語版）と呼ばれるように、街づくりとして主要駅グランド・セントラルの移転計画（英語版）に組み込まれて開発が促された。パークアベニュー沿いの一帯は富裕な人々が住む地域として大型の集合住宅が並び始めた。5番街と53丁目交差点周辺が将来、リーバ・ハウスの敷地となるわけで、当時は地所に長屋22棟があり、不動産業者ロバート・「バーティ」・ゲーレット（ウィキデータ）が所有者であった。1936年にこれら長屋の20棟を解体してアール・デコ様式のノルマンディ劇場が開き、また平屋建ての「収税事務所」（英語版）を置いて用地を押さえ、都市再開発計画を進めていく。54丁目の東側、62番地と64番地の長屋2棟は、この時点では開発を免れている。

## 補修
1992年、ニューヨーク市歴史建造物保存委員会はこの建造物を市の公式なランドマークの一つに指定した。しかしその時点には経年劣化で、リーバ・ハウスの当初の輝きは大部分が失われていた。ビル前面の青緑色のガラスファサードは、長年厳しい風雪にさらされて劣化し、建設当時の工法や材質の限界に起因した。グレージング・ポケット（ガラスをはめる部分）の内側と外周の炭素鋼が錆びたり膨張したりしたために、水が窓の縦仕切りとなるステンレス鋼の後ろにまでしみ込んだ。この腐食で窓の横仕切りが歪曲し、スパンドレルのガラスパネルの大半が割れていた。1990年代半ば、ドイツの不動産王アビー・ローゼンが率いるRFRホールディングスがこの建物を買い取ると、買収後すぐさま大規模な改修工事が行われ、建設時のガラスを取り替え、残したのはわずか1%であるが見た目にはオリジナルとほとんど同じでありながら、現在のエネルギー基準に合ったパネルに代えた。劣化した鋼材のサブフレームはアルミ製のガラス枠材に置き換え、最新式のカーテンウォール工法を応用してオリジナルとまったく見た目を変えなかった。腐食した縦仕切りやキャップも新しく見た目が同じステンレス製品に代えてある。

## パブリック・アート
改修ではビルの中庭部分に大理石のベンチ群を追加したり、イサム・ノグチによる彫刻庭園の建設も進めた。これらはいずれも、この建物の設計時に計画されながら、経費の関係で実現していなかった施設である。
改修が竣工すると中庭と1階ロビーはギャラリーとして使い、リーバ・ハウス・アート・コレクションから収蔵品を選んで一般公開している。中庭には2005年6月、キース・ヘリングの彫刻群、ジェフ・クーンズやE・V・デイの彫刻と並んでダミアン・ハーストの彫刻『ヴァージン・マザー』を展示したところ、解剖図のようなグロテスクさに賛否両論が起こった。1階ロビーの公共展示はさまざまな美術作品を入れ替えている。